# East Sutton
East Sutton est une paroisse civile du Kent, en Angleterre.